# Justin James
Justin Taylor James (ur. 24 stycznia 1997 w Port St. Lucie) – amerykański koszykarz, występujący na pozycjach rzucającego obrońcy lub niskiego skrzydłowego, obecnie zawodnik Cleveland Charge.
15 sierpnia 2021 został zwolniony przez Sacramento Kings. 22 września 2021 zawarł umowę z Utah Jazz na występy zarówno w NBA, jak i zespole G-League – Salt Lake City Stars. 1 października 2021 opuścił klub. 26 grudnia 2021 podpisał 10-dniowy kontrakt z New Orleans Pelicans. W trakcie jego trwania nie rozegrał żadnego spotkania. 5 stycznia 2022 powrócił do składu Cleveland Charge. 

## Osiągnięcia
Stan na 3 lutego 2022, na podstawie, o ile nie zaznaczono inaczej.
NCAA
- Uczestnik turnieju Portsmouth Invitational Tournament (2019)
- MVP turnieju College Basketball Invitational (2017)
- Najlepszy rezerwowy Mountain West (2017)
- Zaliczony do:
  - I składu:
    - Mountain West (2018)
    - turnieju:
      - Fort Myers Tip-Off (2019)
      - College Basketball Invitational (2017)

  - II składu Mountain West (2019)
  - III składu Mountain West (2017)
- Zawodnik tygodnia Mountain West (18.12.2017, 29.0.2018)